# Liste de séries de jeux vidéo
Cette liste de séries de jeux vidéo recense des séries de jeux vidéo créés selon un univers fictionnel ou un gameplay commun et qui ont été conçus comme des suites ou des préquelles.
- Haut – A
- B
- C
- D
- E
- F
- G
- H
- I
- J
- K
- L
- M
- N
- O
- P
- Q
- R
- S
- T
- U
- V
- W
- X
- Y
- Z

## 0-9
- 194X
- 3-D Ultra Pinball
- 7 Wonders

## A
- A-Train
- Ace Attorney
- Ace Combat
- Actua Sports
  - Actua Golf
  - Actua Soccer
- Adi
  - Adibou
  - Adiboud'chou
- Adidas Power Soccer
- Adventure Island
- Aero Fighters
- AeroWings
- AFL
- After Burner
- Age of Empires
- Age of Wonders
- AiRace
- Aleste
- Alex Kidd
- Alexandra Ledermann
- Alien Breed
- Alien vs. Predator
- All-Star Baseball
- Alone in the Dark
- Altered Beast
- Amped
- Angelique
- Angry Birds
- Animal Crossing
- Ankh
- Anno
- Ape Escape
- AquaNox
- Ar tonelico
- Arc the Lad
- Arcade's Greatest Hits
- Arcana Heart
- Area 51
- Aretha
- Arkanoid
- Arkedo Series
- ARMA
- Armored Core
- Army Men
- Army of Two
- Art of Fighting
- Art of Murder
- Art Style
- Asphalt
- Assassin's Creed
- Assault Suit
- Asteroids
- Astral Bout
- Atari Greatest Hits
- Atari Masterpieces
- Atelier
- Athena
- Atlantis
- ATV Offroad Fury
- Aventures de l'oncle Ernest, Les
- Aventures de Sherlock Holmes, Les
- Avernum
- Awakening
- Axis and Allies

## B
- Babylonian Castle Saga
- Babel Rising
- Backyard Sports
- Bakusō Dekotora Densetsu
- Baldur's Gate
- Banjo-Kazooie
- Bard's Tale, The
- Baseball Mogul
- Baseball Stars
- Batman: Arkham
- Battle Arena Toshinden
- Battle Isle
- Battlefield
- Battleground
- Battletoads
- Beatmania IIDX
- Bionic Commando
- BioShock
- Bit Generations
- Bit.Trip
- Back Bass, The
- Black/Matrix
- Blackwell
- BlazBlue
- Bleach: Heat the Soul
- BloodRayne
- Bloody Roar
- Bloons
- Blupi
- Bomberman
- Borderlands
- Boulder Dash
- Boy and His Blob, A
- Breath of Fire
- Brian Lara Cricket
- Brothers in Arms
- Bubble Bobble
- Bubsy
- Burnout
- Buzz!

## C
- Call of Duty
- Call of Juarez
- Cannon Fodder
- Capcom Five
- Car Mechanic Simulator
- Carmen Sandiego
- Carnival Games
- Carnivores
- Castle Shikigami
- Castlevania
- Chessmaster
- Cheval et Poney
- Chevaliers de Baphomet, Les
- Chibi-Robo!
- Chicken Invaders
- Cho Aniki
- Choro Q
- Chrono
- Cities XL
- Civilization
- Clock Tower
- Close Combat
- Colin McRae Rally
- Comanche
- Combat de géants
- Combat Mission
- Command and Conquer
- Commander Keen
- Commandos
- Compati Hero
- Conker
- Contra
- Cooking Mama
- Cool Boarders
- Corpse Party
- Cosmo Police Galivan
- Cotton
- Counter-Strike
- Crackdown
- Crash Bandicoot
- Crash Time
- Crazy Cars
- Bugs Bunny in Crazy Castle 4
- Crazy Taxi
- Creatures
- Cruis'n
- Crysis
- Cube Escape
- Culdcept
- Custom Robo
- Cut the Rope

## D
- Daisenryaku
- Dance Central
- Dance Dance Revolution
- Danganronpa
- Darius
- Dark Project
- Darkstalkers
- Daytona USA
- Dead Island
- Dead or Alive
- Dead Rising
- Dead Space
- Dead to Rights
- DecAthlete
- Deception
- Deer Hunter
- Densha de Go!
- Dept. Heaven
- Derby Stallion
- Desperados
- Destroy All Humans!
- Deus Ex
- Devil May Cry
- Dezaemon
- Diablo
- Diabolik Lovers
- Digimon
- Dino Crisis
- Disgaea
- Disney Infinity
- Disney Sports
- Divinity
- Dizzy
- Dokapon
- Dominions
- Donjon Mystère
- Donkey Kong
  - Donkey Kong Country
- Doom
- Double Dragon
- Dragon Age
- Dragon Knight
- Dragon Quest
- Dragon Slayer
- Dragon's Lair
- Drakengard
- Driver
- DrumMania
- Duke Nukem
- Dumb Ways to Die
- Dungeon Hunter
- Dynasty Warriors

## E
- EA Sports F1
- Earth Defense Force
- Earthworm Jim
- Ecco the Dolphin
- EFootball Pro Evolution Soccer
- Eggerland
- EJay
- Elder Scrolls, The
  - Elder Scrolls Travels, The
- Elevator Action
- Elminage
- Emergency
- Entraîneur, L'
- Etrian Odyssey
- Everybody's Golf

## F
- F-Zero
- Fable
- Falcon
- Fallout
- Famista
- Fancy Pants Adventures
- Far Cry
- Farming Simulator
- Fatal Fury
- FEAR
- Ferret and Hamster Monogatari
- FIFA
  - FIFA Online
- Fight Night
- Final Fantasy
- Final Fight
- Fire Emblem
- Fire Pro Wrestling
- Five Nights at Freddy's
- Flight Simulator
- Football Manager
- Football Mogul
- Forbidden Siren
- Forestia
- Forgotten Hill
- Formula One
- Forza
- Fritz
- Frog Detective
- Frogger
- Front Mission
- Front Page Sports Football
- Fun School

## G
- G1 Jockey
- Gabriel Knight
- Gakuen Heaven
- Galaxian
- Galaxy on Fire
- Galcon
- Gallop Racer
- Galswin
- Game and Watch Gallery
- Game Boy Wars
- Ganbare Goemon
- Gangstar
- Gauntlet
- Gears of War
- Geometry Wars
- Geo-Political Simulator
- Getaway, The
- Gex
- Ghosts 'n Goblins
- Giana Sisters
- Glory of Heracles
- GigaWing
- God Eater
- God of War
- Golden Axe
- Golden Sun
- Golden Tee Golf
- Gothic
- Gradius
- Gran Turismo
- Grand Prix
- Grand Theft Auto
- Grandia
- Great Battles, The
- Great Naval Battles
- Grow
- Growlanser
- Guild
- Guild Wars
- Guilty Gear
- Guitar Hero
- GuitarFreaks
- Gun Survivor
- Gungriffon
- Gunslinger Stratos
- Gussun Oyoyo
- Guy Roux Manager

## H
- .hack//G.U.
- .hack
- Hakuōki
- Half-Life
- Halo
- Hammerin' Harry
- Handball Manager
- Hang-On
- HardBall!
- Harmony
- Harpoon
- Harukanaru toki no naka de
- Harvest Moon
- Hatsune Miku: Project DIVA
- Hebereke
- Heroes of Might and Magic
- High Heat Major League Baseball
- Hiryū no Ken
- Hitman
- Homeworld
- Horace
- Horse Life
- House of the Dead, The
- Hugo
- Hungry Shark
- Hydlide
- Hyperdimension Neptunia

## I
- I Spy
- Idol Janshi Suchie-Pai
- Idolmaster, The
- IL-2 Sturmovik
- Illusion
- Inazuma Eleven
- Incredible Machine, The
- Infamous
- Infinity
- Initial D Arcade Stage
- International Cricket Captain
- International Superstar Soccer
- Invizimals
- Ishar

## J
- J.League Excite Stage
- Jack Nicklaus Golf
- Jackbox Party Pack, The
- Jagged Alliance
- Jak and Daxter
- Jake Hunter
- James Debug
- Jazz Jackrabbit
- Jikkyō Powerful Pro Yakyū
- Just Cause
- Just Dance

## K
- Kanojo x Kanojo x Kanojo
- Kara no Shōjo
- Karaoke Revolution
- Katamari Damacy
- Keio Flying Squadron
- Kengo
- Kessen
- Kid Icarus
- Killer Instinct
- Killzone
- King of Fighters, The
- King's Field
- Kingdom
- Kingdom Hearts
- Kingdom Under Fire
- King's Quest
- Kirby
- Knockout Kings
- Klonoa
- Konami Antiques: MSX Collection

## L
- Langrisser
- Lapin malin
- Lapins crétins
- Last of Us, The
- Léa Passion
- League of Legends
- Legacy of Kain
- Legend of Heroes, The
  - Legend of Heroes: Trails in the Sky, The
  - Legend of Heroes: Trails of Cold Steel, The
- Legend of Kyrandia, The
- Legend of Zelda, The
- Legendary Starfy, The
- Leisure Suit Larry
- Lemmings
- Let's Ride!
- LFP Manager
- Life Is Strange
- Lineage
- Links
- Little Battlers Experience
- Lode Runner
- Lost in Blue
- Lotus Esprit Turbo Challenge
- Lufia
- Luigi's Mansion
- Lumines
- Luminous Arc
- Lunar
- Luxor

## M
- Madden NFL
- Mafia
- Magical Drop
- Mana
- Marathon
- Marine Malice
- Mario and Luigi
- Mario et Sonic aux Jeux olympiques
- Mario Golf
- Mario Kart
- Mario Party
- Mario Tennis
- Mario vs. Donkey Kong
- Marl Kingdom
- Marvel vs. Capcom
- Mass Effect
- Master of Orion
- Max Payne
- Medal of Honor
- Mega Man
  - Mega Man Battle Network
  - Mega Man Legends
  - Mega Man Star Force
  - Mega Man X
  - Mega Man Zero
- Megami Tensei
- Meine Liebe
- Men of War
- Metal Gear
- Metal Slug
- Metal Max
- Metro
- Metroid
- Micro Machines
- Microsoft Arcade
- Midnight Club
- Midtown Madness
- Midway Arcade Treasures
- Might and Magic
- Miner Willy
- Mission Équitation
- MLB: The Show
- Modern Combat
- Mon coach
- Monkey Island
- Monster Hunter
- Monster Rancher
- Moorhuhn
- Mortal Kombat
- Mother
- MotorStorm
- Mr. Do
- Mr. Driller
- Music
- MVP Baseball
- MX vs. ATV
- Myst
- Mystery Case Files
- Mystery Trackers
- Myth

## N
- Namco Museum
- NBA 2K
- NBA in the Zone
- NBA Inside Drive
- NBA Jam
- NBA Live
  - NBA Street
- NCAA Football
- Need for Speed
- Nekketsu Kōha Kunio-kun
- NFL 2K
- NFL Blitz
- NFL GameDay
- NFL Quarterback Club
- NHL
- NHL 2K
- NHL Blades of Steel
- Nights (Gameloft)
- Nights (Sega)
- Ninja Gaiden
- Ninja Jajamaru-kun
- Nintendo Wars
- No More Heroes
- Nobunaga's Ambition

## O
- Oddworld
- Ogre Battle
- Once Upon a Time
- OneeChanbara
- Oni
- Onimusha
- Operation Flashpoint
- Operational Art of War, The
- Order and Chaos
- Oshare Princess
- Out of the Park Baseball
- Outlast
- OutRun
- Overlord

## P
- P.T.O.: Pacific Theater of Operations
- Pac-Man
- Pang
- Panzer Campaigns
- Panzer Dragoon
- Paper Mario
- Paris-Marseille Racing
- Parodius
- PC Kid
- Peggle
- Perfect Dark
- Persona
- Petz
- PGA Tour
- Phantasy Star
- Picross e
- Picross S
- Pikmin
- Pilotwings
- PixelJunk
- Playtoons
- Plumo
- Pokémon
  - Pokémon Donjon Mystère
- Police Quest
- Political Machine, The
- Pop'n Music
- Populous
- Postal
- Pouce-Pouce
- Power Instinct
- Premier Manager
- Prince of Persia
- Princess Maker
- Pro Basketball Manager
- Pro Cycling Manager
- Pro Pinball
- Pro Yakyū Team o Tsukurō!
- Professeur Layton
- Programme d'entraînement cérébral du Dr Kawashima
- Project Gotham Racing
- Project Zero
- Pump It Up
- Punch-Out!!
- Puyo Puyo
- Puzzle and Action
- Puzzle Bobble
- Puzzle Quest
- Puzzle Series
- Pyjama Sam

## Q
- Q*bert
- Quake
- Quell
- Quest for Glory

## R
- R.C. Pro-Am
- R-Type
- Rabi Laby
- Raiden
- Railroad Tycoon
- Rampage
- Ratchet and Clank
- Rayman
- Rayxanber
- Real Football
- Red Dead
- Red Faction
- Resident Evil
- Resistance
- Ridge Racer
- Risen
- Rival Schools
- Road Rash
- Robopon
- Rock Band
- Rocky Mountain Trophy Hunter
- Rody et Mastico
- Roger Lemerre : La Sélection des champions
- Roland
- RollerCoaster Tycoon
- Romance of the Three Kingdoms
- Runabout
- Runaway
- Rush
- Rushing Beat

## S
- Sabreman
- SaGa
- Saints Row
- Sakura Wars
- Samorost
- Samurai Shodown
- Science Adventure
- Secret Files
- Sega Ages
- Sega All-Stars
- Sega Rally
- Sengoku Basara
- Senran Kagura
- Serious Sam
- Settlers, The
- Shadow Fight
- Shadow Hearts
- Shadow Warrior
- Shanghai
- Shantae
- Shenmue
- Shining
  - Shining Force III
- Shinobi
- Shooting Medal
- Shutokō Battle
- Silent Hill
- Silent Hunter
- Silent Scope
- SimCity
- Simon the Sorcerer
- Sims, Les
- Sims Carnival, Les
- SingStar
- Sky Force
- Sky Gamblers
- Skylanders
- Sly Cooper
- Sniper Elite
- Sniper: Ghost Warrior
- Snowboard Kids
- SOCOM
- Sonic the Hedgehog
- Sono hanabira ni kuchizuke o
- SOS: The Final Escape
- Soul
- Souls
- Space Channel 5
- Space Empires
- Space Harrier
- Space Invaders
- Space Quest
- Spec Ops
- SpellForce
- Spore
- Spriggan
- Sprint
- Spy Fox
- Spyro the Dragon
- SSX
- Star Control
- Star Fleet
- Star Fox
- Star Ocean
- Star Soldier
- StarCraft
- SteamWorld
- Steel Panthers
- Street Fighter
- Streets of Rage
- Strider
- Strike
- Sudden Strike
- Suikoden
- Summon Night
- Super Chinese
- Super Mario
- Super Monkey Ball
- Super Robot Taisen
- Super Smash Bros.
- Super Stickman Golf
- SWAT
- Swordquest
- Syberia
- Syndicate
- Syphon Filter

## T
- Taiko no Tatsujin
- Taikō Risshiden
- Tales of
- Talking Tom and Friends
- Tap Tap
- Tayutama: Kiss on My Deity
- Tecmo Bowl
- Tekken
- Tempo
- Tenchu
- Tengai Makyō
- Tennis Elbow
- Terrorist Takedown
- Test Drive
- Tetris
  - Tetris: The Grand Master
- Tex Murphy
- Thexder
- Thunder Force
- Time Crisis
- TimeSplitters
- TOCA
- Tom Clancy's
  - Tom Clancy's Ghost Recon
  - Tom Clancy's Rainbow Six
  - Tom Clancy's Splinter Cell
  - Tom Clancy's The Division
- Tomb Raider
- Tony Hawk's
- Tony La Russa Baseball
- Tōshin Toshi
- Total War
- Touch! Generations
- Touhou Project
- Track and Field
- TrackMania
  - TrackMania2
- Train Simulator
- Trainz
- Transylvania
- Trials
- Tribes
- Trilogie Amber
- Triple Play
- Truck Simulator
- True Love Story
- Turok
- Turrican
- TwinBee
- Twisted Metal

## U
- Ultima
- Ultimate General
- Ultimate Soccer Manager
- Umihara Kawase
- Umineko no naku koro ni
- Uncharted
- Uncharted Waters
- Unreal

## V
- V-Rally
- Valis
- Valkyria Chronicles
- Valkyrie Drive
- Valkyrie Profile
- Variable Geo
- Vasara
- Virtua Cop
- Virtua Fighter
- Virtua Racing
- Virtua Striker
- Virtua Tennis
- Virtual Murder / Murder Mystery
- Virtual On
- Viva Piñata
- Voyeur

## W
- Wagyan Land
- Walking Dead, The: A Telltale Games Series
- Warcraft
- Wario
- Warlords
- Watch Dogs
- Wedding Dash
- Westward
- Wii
- Wild Arms
- Wing Commander
- Wipeout
- Witcher, The
- Wizardry
- Wolfenstein
- Wonder Boy
- Wonderbook
- World Heroes
- World of Subways
- World Rally Championship
- Worms
- Wrestle Angels
- WWE 2K
- WWE WrestleMania

## X
- X
- X-COM
- Xeno
  - Xenogears
  - Xenosaga
  - Xenoblade Chronicles
- Xevious

## Y
- Yakuza
- You Don't Know Jack
- Ys

## Z
- Zaxxon
- Zero Escape
- Zoids
- Zone of the Enders
- Zoo Tycoon
- Zoombinis, Les
- Zork

- Haut – A
- B
- C
- D
- E
- F
- G
- H
- I
- J
- K
- L
- M
- N
- O
- P
- Q
- R
- S
- T
- U
- V
- W
- X
- Y
- Z